# Amegilla anekawarna
Amegilla anekawarna es una especie de abeja excavadora perteneciente al género Amegilla, categorizada en la tribu Anthophorini, de la subfamilia Apinae. Fue descrita por el naturalista alemán Franz Engel en 2007.
La especie es bastante parecida a A. zonata. A. anekawarna cuenta con bandas azules en la parte del tergito, mientras que las de A. zonata son oscuras.

## Distribución
Se distribuye por el continente asiático, específicamente en Tailandia y Malasia.